# RMS Cambria (1844)
Pour les articles homonymes, voir Cambria.

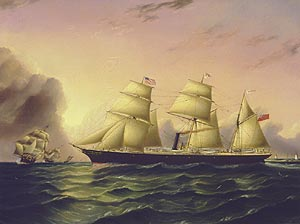
L’Hibernia, sister-ship du Cambria

Le RMS Cambria (1844) est un paquebot transatlantique britannique de la Cunard Line qui fait partie avec le RMS Hibernia, son sister-ship de la sous-classe Hibernia, seconde génération de la classe Britannia, la première flotte de paquebots de la compagnie. Il assure le service transatlantique régulier entre Liverpool et Boston via Halifax.
En 1845, il devient le navire le plus rapide du monde et décroche le Ruban bleu récompensant le record de traversée transatlantique, trophée qu'il détient 3 ans. Rapidement devenu obsolète après la mise en service de la nouvelle classe America, la nouvelle flotte de la Cunard à la fin des années 1840, il est le seul de la série à ne pas être vendu et sert de navire de réserve. Après avoir été affrété par la Royal Navy comme transport de troupes pour la guerre de Crimée en 1854, il est vendu en 1860 à des propriétaires italiens et sert dans la marine italienne jusqu'à sa démolition en 1875.

## Histoire

### Construction
Lorsqu'elle est fondée en 1840, la Cunard Line est la première compagnie maritime à proposer un service régulier sur la ligne transatlantique entre l'Angleterre et les États-Unis. Elle commande une flotte de quatre paquebots aux chantiers navals écossais de la Clyde, tous conçus par l'ingénieur Charles Napier. Pour garantir le service régulier de deux liaisons par mois entre Liverpool et Boston via Halifax, une nouvelle série de deux paquebots (la sous-classe Hibernia) est commandé. L’Hibernia entre en service en 1843 et le Cambria est commandé et construit en 1844 afin de remplacer la perte du Columbia, naufragé un an plus tôt. Il est ainsi le 6e et dernier paquebot de la série avant la mise en service de la classe America. Il est construit comme les autres navires de la classe Britannia aux chantiers navals de la Clyde, à Greenock par Robert Steele & Sons Co.

### Le navire le plus rapide du monde
En juillet 1845, il décroche le Ruban bleu récompensant le record de traversée transatlantique en 9 jours, 20 heures et 30 minutes à la vitesse moyenne de 10,71 nœuds entre Liverpool et Halifax. Il devient ainsi le second navire de la Cunard à arborer le trophée détenu précédemment par le Great Western, principal rival des navires de la Cunard. L’America, un autre navire de la Cunard Line, éponyme de la classe suivante, lui succède en 1848.

### Une courte carrière pour la Cunard
En 1846, il s'échoue au cap Cod mais est renfloué. En 1854, il est réquisitionné par l'Amirauté britannique pour être affecté à la Royal Navy en tant que transport de troupes pour la guerre de Crimée comme de nombreux autres paquebots britanniques.
Après la fin de la guerre, il est rendu au service civil et brièvement affecté à la ligne de Boston jusqu'à la mise en service du Persia en 1856. Il est ensuite placé en réserve excepté quelques voyages pour l'European & Australian Royal Mail Company entre 1856 et 1860 sur la ligne de Marseille à Malte et sur celle de Southampton à Alexandrie.

### Une fin de carrière italienne
Vendu en 1860 à des propriétaires italiens (Agostino Bertani de Palerme) puis à Giuseppe Garibaldi, il sert de transport de troupes dans la marine sarde lors de la campagne d'unification de la péninsule italienne en 1860 et 1861 puis dans la marine italienne jusqu'à sa démolition en 1875.